# Pitágoras
Pitágoras de Samos (em grego:  Πυθαγόρας ὁ Σάμιος, ou apenas Πυθαγόρας; Πυθαγόρης em grego jônico; Samos, c. 570 – Metaponto, c. 495 a.C.) foi um filósofo e matemático grego jônico creditado como fundador do movimento chamado Pitagorismo. Na sua maioria, as informações sobre Pitágoras foram escritas séculos depois da sua morte, de modo que há pouca informação confiável sobre ele. Nasceu na ilha de Samos e viajou pelo Egito e pela Grécia. Em 520 a.C. voltou a Samos. Cerca de 530 a.C., mudou-se para Crotona, na Magna Grécia.

## Biografia

### Vida pregressa
Nascido na ilha grega de Samos, sua mãe teria se chamado Pítais e seu pai Mnesarco, supostamente um mercador da cidade de Tiro, que além de Pitágoras teria tido outros dois ou três filhos. Pitágoras passou a infância em Samos embora tenha viajado bastante com seu pai; ele foi treinado pelos melhores professores, alguns deles filósofos. Tocava lira, aprendeu aritmética, geometria, astronomia e poesia.
Heródoto, Isócrates e outros primeiros escritores concordam que Pitágoras era filho de Mnesarco e que ele nasceu na ilha grega de Samos, no leste do mar Egeu. Diz-se que seu pai era um gravador de pedras preciosas ou um comerciante rico, mas sua ascendência é controversa e pouco clara. O nome de Pitágoras levou-o a ser associado a Apolo Pitão; Aristipo de Cirene explicou seu nome dizendo: "Ele falou (ἀγορεύω , agoreúō) a verdade não menos do que a Pítia [sic] (Πῡθῐ́ᾱ, Pūthíā)". Apenas uma fonte tardia que é dado o nome da mãe de Pitágoras como Pythaïs. Jâmblico conta a história de que a Pítia profetizou a ela enquanto ela estava grávida de que daria à luz um homem supremamente bonito, sábio e benéfico para a humanidade. Quanto à data de seu nascimento, Aristóxenes afirmou que Pitágoras deixou Samos no reinado de Polícrates, aos 40 anos, o que daria uma data de nascimento por volta de 570 a.C.
Durante os anos de formação de Pitágoras, Samos foi um próspero centro cultural conhecido por seus feitos de engenharia arquitetônica avançada, incluindo a construção do Túnel de Eupalinos e sua cultura festiva. Era um importante centro comercial no Egeu, onde os comerciantes traziam mercadorias do Oriente Próximo. Segundo Christiane L. Joost-Gaugier, esses comerciantes quase certamente trouxeram consigo ideias e tradições do Oriente Próximo. O início da vida de Pitágoras também coincidiu com o florescimento da filosofia natural jônica inicial. Ele era contemporâneo dos filósofos Anaximandro, Anaxímenes e do historiador Hecataeu, todos os quais viviam em Mileto, do outro lado do mar de Samos.

### Viagens alegadas
Acredita-se tradicionalmente que Pitágoras tenha recebido a maior parte de sua educação no Oriente Próximo. Os estudos modernos mostraram que a cultura da Grécia arcaica foi fortemente influenciada pela cultura do Oriente Próximo. Como muitos outros pensadores importantes da Grécia, Pitágoras teria estudado no Egito, para onde teria viajado em cerca de 535 a.C. - alguns anos após a ocupação de Samos pelo tirano Policrates - lá, conheceu os templos e aprendeu sobre os sacerdotes locais. Na época de Isócrates, no século IV a.C., os supostos estudos de Pitágoras no Egito já eram tomados como fato. O escritor Antifonte, que pode ter vivido durante a Era Helênica, afirmou em sua obra perdida Sobre Homens de Mérito Excepcional, usada como fonte por Porfírio, que Pitágoras aprendeu a falar egípcio do próprio faraó Amósis II, que ele estudou com os sacerdotes egípcios em Dióspolis (Tebas) e que ele era o único estrangeiro a receber o privilégio de participar de seu culto. O biógrafo platônico médio Plutarco (c 46 – c. 120 d.C.) escreve em seu tratado Sobre Ísis e Osíris que, durante sua visita ao Egito, Pitágoras recebeu instruções do sacerdote egípcio Enúfis de Heliópolis (enquanto isso, Sólon recebeu palestras de um Sonchis de Saís). Segundo o teólogo cristão Clemente de Alexandria (c. 150 – c. 215 d.C.), "Pitágoras era um discípulo de Soques, um arquiprofeta egípcio, assim como Platão foi de Secnúfis, de Heliópolis." Alguns escritores antigos afirmaram que Pitágoras aprendeu geometria e a doutrina da metempsicose dos egípcios.
Outros escritores antigos, no entanto, alegaram que Pitágoras havia aprendido esses ensinamentos com os magos da Pérsia ou mesmo com o próprio Zoroastro. Diógenes Laércio afirma que Pitágoras mais tarde visitou Creta, onde foi à Caverna de Ida com Epimênides. Dizem que os fenícios ensinaram aritmética a Pitágoras e que os caldeus lhe ensinaram astronomia. Já no século III a.C., dizia-se que Pitágoras já havia estudado sob os judeus. Contrariando todos esses relatos, o romancista Antônio Diógenes, escrevendo no {século II a.C., relata que Pitágoras descobriu todas as suas doutrinas interpretando sonhos. O sofista Filóstrato do século III afirma que, além dos egípcios, Pitágoras também estudou com os sábios hindus na Índia. Jâmblico expande ainda mais essa lista, afirmando que Pitágoras também teria estudado com os celtas e os ibéricos.
Em 525 a.C., o rei Persa Cambises I atacou o Egito e uma lenda conta que Pitágoras teria sido capturado e enviado para a Babilônia, onde teria recebido ensinamentos espirituais de influência oriental, nas tentativas anedóticas de associá-lo a um possível contato com os chamados magos persas, babilônicos ou até com hindus.
Em 522 a.C. ambos Policrates e Cambises já haviam morrido, então Pitágoras retorna a Samos onde funda uma escola de filosofia chamada Semicírculo.
Por volta de 518 a.C., para evitar conflitos políticos, viaja para o sul da Itália, para a cidade de Crotona onde funda uma escola espiritual; lá ele teria se casado.

### Família e amigos

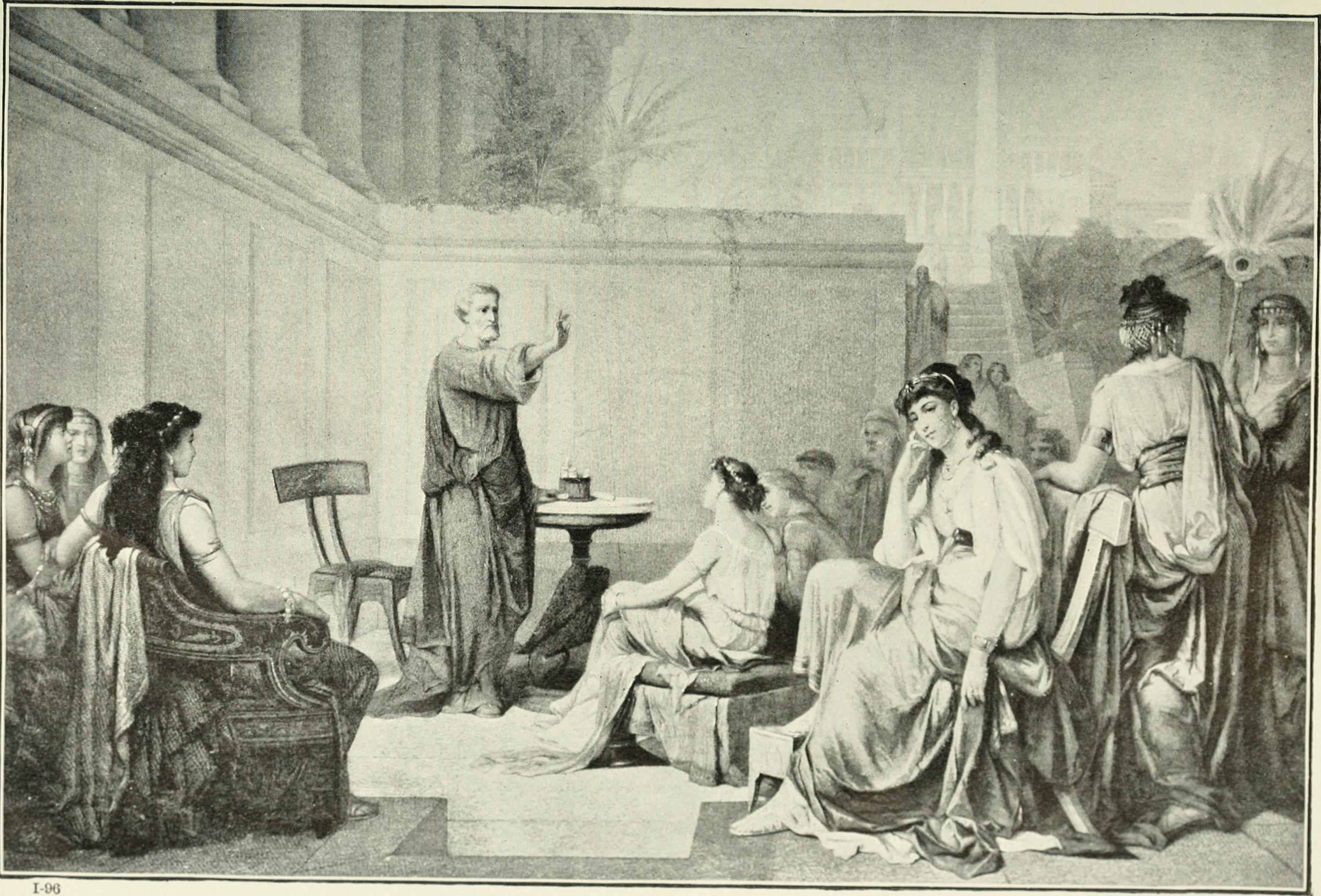
Ilustração de 1913 mostrando Pitágoras ensinando uma classe de mulheres. Muitos membros proeminentes de sua escola eram mulheres e alguns estudiosos modernos pensam que ele pode ter acreditado que as mulheres deveriam aprender filosofia, assim como os homens.

Diógenes Laércio afirma que Pitágoras "não se entregava aos prazeres do amor" e que advertiu os outros a fazer sexo apenas "quando você estiver disposto a se tornar mais fraco do que está". Segundo Porfírio, Pitágoras casou-se com Teano, uma senhora de Creta e filha de Pitonax de Creta e teve vários filhos com ela. Porfírio escreve que Pitágoras teve dois filhos chamados Telauge e Arignote e uma filha chamada Myia que "tiveram precedência entre as donzelas de Crotona e, quando esposadas, entre as mulheres casadas". Jâmblico não menciona nenhum desses filhos e, em vez disso, apenas menciona um filho chamado Mnesarco em homenagem a seu avô. Este filho teria sido criado pelo sucessor nomeado de Pitágoras, Aristeu, e acabou assumindo a escola quando Aristeu estava velho demais para continuar a administrá-la.
Dizia-se que o lutador Mílon de Croton era um associado próximo de Pitágoras e foi creditado por ter salvado a vida do filósofo quando um telhado estava prestes a desabar. Essa associação pode ter sido resultado de confusão com um homem diferente chamado Pitágoras, que era um treinador de atletismo. Diógenes Laércio registra o nome da esposa de Milo como Myia. Jâmblico menciona Teano como a esposa de Brontino de Crotona. Diógenes Laércio afirma que essa mesma Teano era aluna de Pitágoras e que a esposa de Pitágoras, Teano, era filha dela. Diógenes Laércio também registra que os trabalhos supostamente escritos por Teano ainda existiam durante sua própria vida e cita várias opiniões atribuídas a ela. Esses escritos agora são conhecidos por serem pseudoepígrafos.

### Morte
A ênfase de Pitágoras na dedicação e no ascetismo é creditada por ajudar na vitória decisiva de Crotona sobre a colônia vizinha de Síbaris, em 510 a.C. Após a vitória, alguns cidadãos proeminentes de Crotona propuseram uma constituição democrática, que os pitagóricos rejeitaram. Os partidários da democracia, liderados por Cílon e Nínon, o primeiro dos quais se diz ter ficado irritado com sua exclusão da irmandade de Pitágoras, despertaram a população contra eles. Seguidores de Cílon e Nínon atacaram os pitagóricos durante uma de suas reuniões, na casa de Mílon ou em algum outro local de reunião. Relatos do ataque são frequentemente contraditórios e muitos provavelmente o confundiram com rebeliões antipitagóricas posteriores. O edifício foi aparentemente incendiado e muitos dos membros reunidos morreram; somente os membros mais jovens e mais ativos conseguiram escapar.
Fontes discordam sobre se Pitágoras estava presente quando o ataque ocorreu e, se ele estava, se conseguiu ou não escapar. Em alguns relatos, Pitágoras não estava na reunião quando os pitagóricos foram atacados porque ele estava em Delos, atendendo a Ferécides em leito de morte. Segundo outro relato de Dicéarco, Pitágoras estava na reunião e conseguiu escapar, levando um pequeno grupo de seguidores à cidade vizinha de Lócris, onde eles pediram refúgio, mas foram negados. Eles chegaram à cidade de Metaponto, onde se abrigaram no templo das Musas e morreram de fome depois de quarenta dias sem comida. Outro conto registrado por Porfírio afirma que, enquanto os inimigos de Pitágoras estavam queimando a casa, seus devotados estudantes deitaram-se no chão para fazer um caminho para ele escapar, caminhando sobre seus corpos através das chamas como uma ponte. Pitágoras conseguiu escapar, mas estava tão desanimado com a morte de seus amados alunos que ele teria cometido suicídio. Uma lenda diferente relatada por Diógenes Laércio e Jâmblico afirma que Pitágoras quase conseguiu escapar, mas que ele chegou a um campo de favas e se recusou a percorrê-lo, pois isso violaria seus ensinamentos, ele parou então e foi morto. Esta história parece ter se originado do escritor Neantes, que falou sobre os pitagóricos posteriores, não sobre o próprio Pitágoras.

## A escola pitagórica

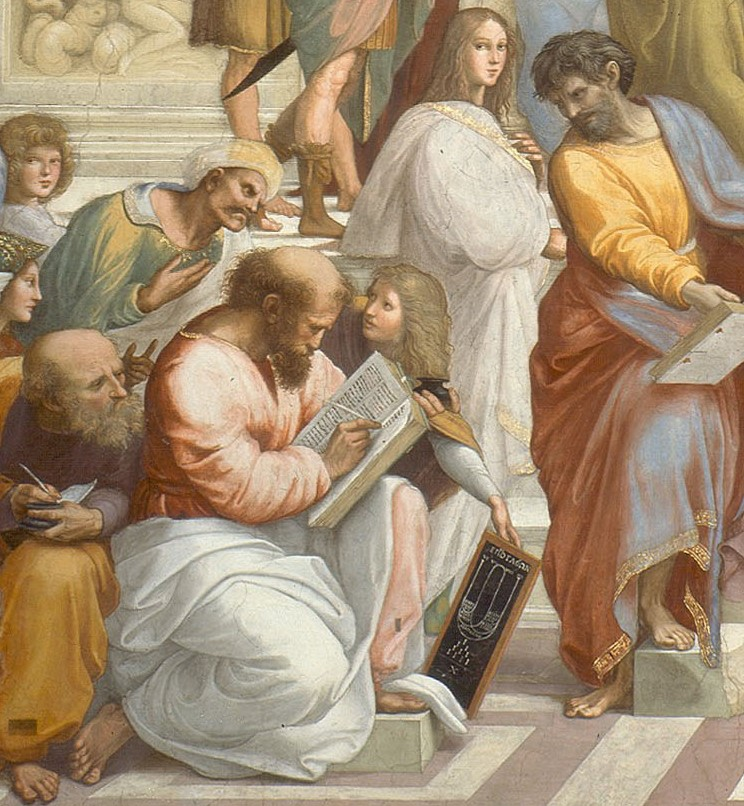
No afresco de Rafael, a Escola de Atenas, Pitágoras é mostrado escrevendo em um livro quando um jovem o apresenta com uma tabuleta mostrando uma representação esquemática de uma lira acima de um desenho do tetráctis sagrado.

Os pitagóricos interessavam-se pelo estudo das propriedades dos números. Para eles, o número, sinônimo de harmonia, é constituído da soma de pares e ímpares (os números pares e ímpares expressando as relações que se encontram em permanente processo de mutação), sendo considerado como a essência das coisas, criando noções opostas (limitado e ilimitado) e a base da teoria da harmonia das esferas. A escola pitagórica era conectada com concepções esotéricas e a moral pitagórica enfatizava o conceito de harmonia, práticas ascéticas e defendia a metempsicose.
Segundo os pitagóricos, o cosmo é regido por relações matemáticas. A observação dos astros sugeriu-lhes que uma ordem domina o universo. Evidências disso estariam no dia e noite, no alterar-se das estações e no movimento circular e perfeito das estrelas. Por isso o mundo poderia ser chamado de cosmos, termo que contém as ideias de ordem, de correspondência e de beleza. Nessa cosmovisão também concluíram que a Terra é esférica, estrela entre as estrelas que se movem ao redor de um Fogo Central. Alguns pitagóricos chegaram até a falar da rotação da Terra sobre o eixo, mas a maior descoberta de Pitágoras ou dos seus discípulos (já que há obscuridades em torno do pitagorismo, devido ao caráter esotérico e secreto da escola) deu-se no domínio da geometria e se refere às relações entre os lados do triângulo retângulo. A descoberta foi enunciada no teorema de Pitágoras.
Pitágoras foi expulso de Crotona e passou a morar em Metaponto, onde morreu, provavelmente em 496 a.C. ou 497 a.C. Segundo o pitagorismo, a essência, que é o princípio fundamental que forma todas as coisas é o número. Os pitagóricos não distinguem forma, lei, e substância, considerando o número o elo entre estes elementos. Para esta escola existiam quatro elementos: terra, água, ar e fogo.
Assim, Pitágoras e os pitagóricos investigaram as relações matemáticas e descobriram vários fundamentos da física e da matemática.

O pentagrama era o símbolo da Escola Pitagórica.

O símbolo utilizado pela escola era o pentagrama, que, como descobriu Pitágoras, possui algumas propriedades interessantes. Um pentagrama é obtido traçando-se as diagonais de um pentágono regular; pelas intersecções dos segmentos desta diagonal, é obtido um novo pentágono regular, que é proporcional ao original exatamente pela razão áurea.
Pitágoras descobriu em que proporções uma corda deve ser dividida para a obtenção das notas musicais no início, sem altura definida, sendo uma tomada como fundamental (pensemos numa longa corda presa a duas extremidades que, quando tangida, nos dará o som mais grave) - e a partir dela, gerar-se-á a quinta e terça através da reverberação harmônica. Os sons harmônicos. Prendendo-se a metade da corda, depois a terça parte e depois a quinta parte conseguiremos os intervalos de quinta e terça em relação à fundamental. A chamada série harmônica. À medida que subdividimos a corda obtemos sons mais altos e os intervalos serão diferentes. E assim sucessivamente. Descobriu ainda que frações simples das notas, tocadas juntamente com a nota original, produzem sons agradáveis. Já as frações mais complicadas, tocadas com a nota original, produzem sons desagradáveis.
O nome está ligado principalmente ao importante teorema que afirma: Em todo triângulo retângulo, a soma dos quadrados dos catetos é igual ao quadrado da hipotenusa.
Durante o século IV a.C., verificou-se, no mundo grego, uma revivescência da vida religiosa. Segundo alguns historiadores, um dos fatores que concorreram para esse fenômeno foi a linha política adotada pelos tiranos: para garantir o papel de líderes populares e para enfraquecer a antiga aristocracia, os tiranos estimulavam a expansão de cultos populares ou estrangeiros.
Dentre estes cultos, um teve enorme difusão: o Orfismo (de Orfeu), originário da Trácia, e que era uma religião essencialmente esotérica. Os seguidores desta doutrina acreditavam na imortalidade da alma, ou seja, enquanto o corpo se degenerava, a alma migrava para outro corpo, por várias vezes, a fim de efetivar a purificação. Dioniso guiaria este ciclo de reencarnações, podendo ajudar o homem a libertar-se dele.
Pitágoras seguia uma doutrina diferente. Teria chegado à concepção de que todas as coisas são números e o processo de libertação da alma seria resultante de um esforço basicamente intelectual. A purificação resultaria de um trabalho intelectual, que descobre a estrutura numérica das coisas e torna, assim, a alma como uma unidade harmônica. Os números não seriam, neste caso, os símbolos, mas os valores das grandezas, ou seja, o mundo não seria composto dos números 0, 1, 2, etc., mas dos valores que eles exprimem. Assim, portanto, uma coisa manifestaria externamente a estrutura numérica, sendo esta coisa o que é por causa deste valor.

### Metempsicose
Embora os detalhes exatos dos ensinamentos de Pitágoras sejam incertos, é possível reconstruir um esboço geral de suas ideias principais. Aristóteles escreve longamente sobre os ensinamentos dos pitagóricos, mas sem mencionar diretamente Pitágoras. Uma das principais doutrinas de Pitágoras parece ter sido a metempsicose, a crença de que todas as almas são imortais e que, após a morte, uma alma é transferida para um novo corpo. Este ensinamento é referenciado por Xenófanes, Íon de Quio e Heródoto. Entretanto, nada se sabe sobre a natureza ou o mecanismo pelo qual Pitágoras acreditava que a metempsicose ocorresse.
Empédocles alude em um de seus poemas que Pitágoras pode ter afirmado possuir a capacidade de recordar suas encarnações anteriores. Diógenes Laércio informa um relato de Heráclides de Ponto que Pitágoras disse às pessoas que ele havia vivido quatro vidas anteriores das quais ele conseguia se lembrar em detalhes. A primeira dessas vidas foi como Etalides, filho de Hermes, que lhe concedeu a capacidade de lembrar de todas as suas encarnações passadas. Em seguida, ele encarnou como Euforbo, um herói menor da Guerra de Troia mencionado brevemente na Ilíada. Ele então se tornou o filósofo Hermótimo,  que reconheceu o escudo de Euforbo no templo de Apolo. Sua encarnação final foi como Pirro, um pescador de Delos. Uma de suas vidas passadas, conforme relatado por Dicearco, foi como uma bela cortesã. A propósito, em seu livro A Vida de Apolónio de Tiana, Filóstrato também cita que Pitágoras sabia quem tinha sido.

### Misticismo
Outra crença atribuída a Pitágoras foi a da "harmonia das esferas", que sustentava que os planetas e estrelas se movem de acordo com equações matemáticas, que correspondem a notas musicais e, portanto, produzem uma sinfonia inaudível. Segundo Porfírio, Pitágoras ensinou que as sete Musas eram na verdade os sete planetas cantando juntos. Em seu diálogo filosófico Protréptico, Aristóteles diz por seu duplo literário: 
Quando perguntaram a Pitágoras [por que os seres humanos existem], ele disse, "para observar os céus", e costumava afirmar que ele próprio era um observador da natureza e que fora por isso que ele passou para a vida.
Dizia-se que Pitágoras praticava adivinhação e profecia. Nas visitas a vários lugares da Grécia - Delos, Esparta, Phlius, Creta etc. - que lhe são atribuídas, ele geralmente aparece em seu disfarce religioso ou sacerdotal, ou como legislador.

### Estilo de vida comunal
Tanto Platão e Isócrates afirmam que, acima de tudo, Pitágoras era conhecido como o fundador de uma nova forma de vida. A organização que Pitágoras fundou em Crotona foi chamada de "escola", mas, de muitas maneiras, parecia um mosteiro. Os adeptos foram obrigados por um voto a Pitágoras e uns aos outros, com o propósito de buscar as observâncias religiosas e ascéticas e de estudar suas teorias religiosas e filosóficas. Os membros da seita compartilhavam todos os seus bens em comum e eram devotados um ao outro, excluindo os estrangeiros. Fontes antigas registram que os pitagóricos faziam refeições em comum, à maneira dos espartanos. Uma máxima pitagórica era "koinà tà phílōn" ("Todas as coisas em comum entre amigos"). Jâmblico e Porfírio fornecem relatos detalhados da organização da escola, embora o interesse principal de ambos os escritores não seja a precisão histórica, mas apresentar Pitágoras como uma figura divina, enviada pelos deuses para beneficiar a humanidade. Jâmblico, em particular, apresenta o "Modo de Vida Pitagórico" como uma alternativa pagã às comunidades monásticas cristãs de seu próprio tempo.
Dois grupos existiram no início do pitagorismo: os mathematikoi ("aprendentes") e os akousmatikoi ("ouvintes"). Os akousmatikoi são tradicionalmente identificados pelos estudiosos como "velhos crentes" em misticismo, numerologia e ensinamentos religiosos; enquanto os mathematikoi são tradicionalmente identificados como uma facção modernista e mais intelectual, mais racionalista e científica. Gregory adverte que provavelmente não houve uma distinção nítida entre eles e que muitos pitagóricos provavelmente acreditavam que as duas abordagens eram compatíveis. O estudo da matemática e da música pode ter sido relacionado ao culto de Apolo. Os pitagóricos acreditavam que a música era uma purificação para a alma, assim como a medicina era uma purificação para o corpo. Uma anedota de Pitágoras relata que, quando encontrou alguns jovens bêbados tentando invadir o lar de uma mulher virtuosa, ele cantou uma melodia solene com espondeus longos e a "vontade furiosa" dos meninos foi reprimida.  Os pitagóricos também enfatizaram particularmente a importância do exercício físico; dança terapêutica, caminhadas matinais diárias por rotas cênicas e atletismo foram os principais componentes do estilo de vida pitagórico. Momentos de contemplação no início e no final de cada dia também foram aconselhados.

### Proibições e regulamentos

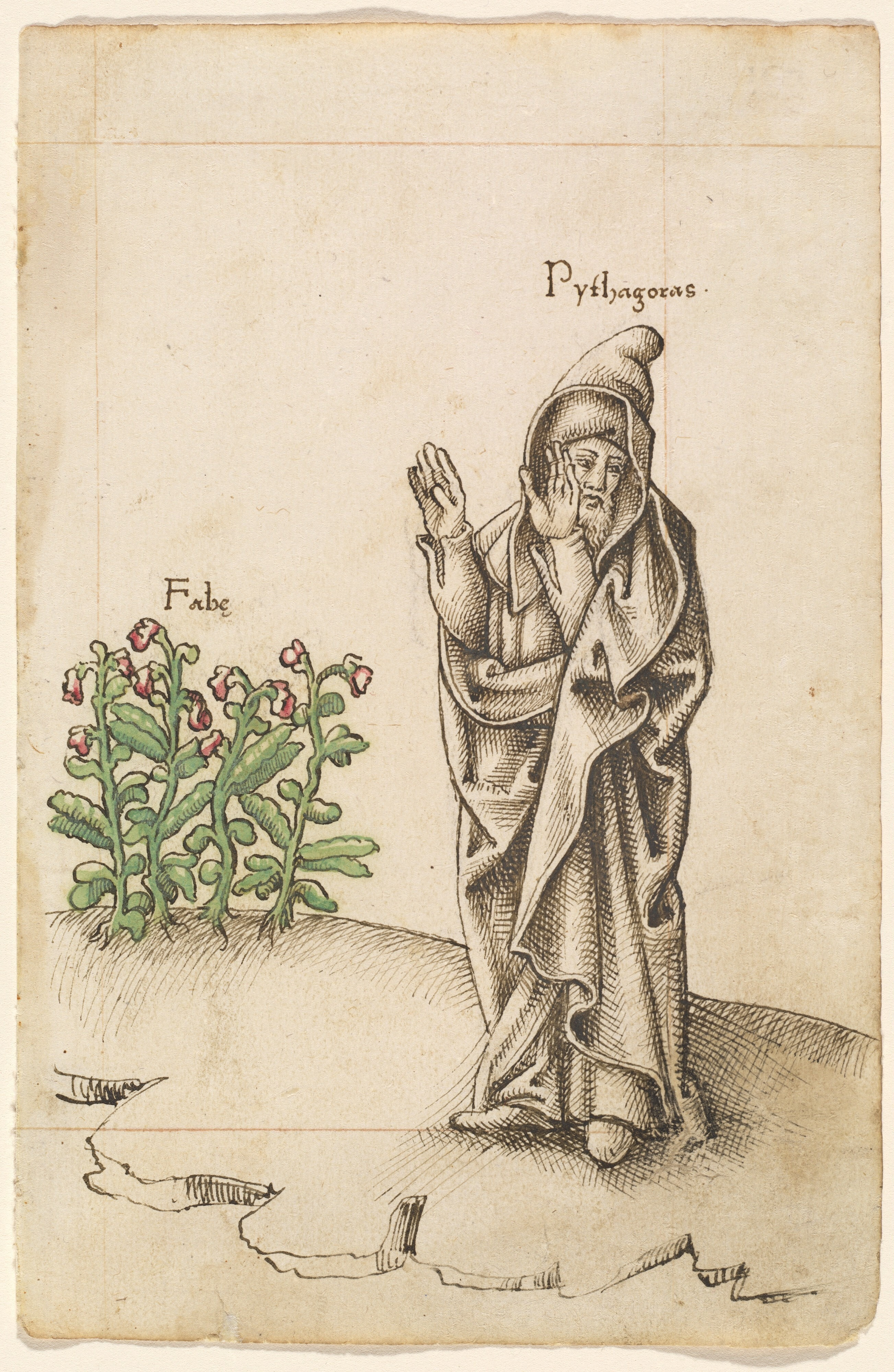
Manuscrito francês de 1512/1514, mostrando Pitágoras virando o rosto para longe das favas em repulsa.

Os ensinamentos de Pitágoras eram conhecidos como "símbolos" (symbola) e os membros faziam um voto de silêncio de que não revelariam esses símbolos a não-membros. Aqueles que não obedeceram às leis da comunidade foram expulsos e os membros restantes ergueram lápides para eles como se tivessem morrido. Um número de "ditos orais" (akoúsmata) atribuídos a Pitágoras sobreviveram, lidando com como os membros da comunidade pitagórica deveriam realizar sacrifícios, como deveriam honrar os deuses, como deveriam "se mover" aqui e como eles devem ser enterrados. Muitos desses ditos enfatizam a importância da pureza ritual e evitar a contaminação. Por exemplo, um ditado que Leonid Zhmud conclui provavelmente pode ser rastreado genuinamente até o próprio Pitágoras, proibindo seus seguidores de usar roupas de lã. Outros ditos orais existentes proíbem os pitagóricos de partir o pão, cutucar fogueiras com espadas ou pegar migalhas e ensinar que uma pessoa deve sempre colocar a sandália direita antes da esquerda. Os significados exatos desses ditos, no entanto, são frequentemente obscuros. Jâmblico preserva as descrições de Aristóteles das intenções ritualísticas originais, por trás de alguns desses ditos, mas essas aparentemente mais tarde caíram de moda, porque Porfírio fornece interpretações ético-filosóficas marcadamente diferentes para eles:
| Provérbio pitagórico                                                                     | Objetivo ritual original de acordo com Aristóteles/Jâmblico       | Interpretação filosófica do Porfírio                                                                                         |
| ---------------------------------------------------------------------------------------- | ----------------------------------------------------------------- | --- |
| "Não tome estradas percorridas pelo público"                                             | "Medo de ser contaminado pelos impuros"                           | "com isso ele proibiu seguir as opiniões das massas, mas seguir as de poucos e instruídos"                                   |
| "e não use imagens dos deuses em anéis"                                                  | "Medo de contaminá-los, usando-os"                                | "Não se deve ter o ensino e o conhecimento dos deuses rapidamente à mão e visíveis [para todos], nem comunicá-los às massas" |
| "e derrame libações para os deuses segurando-se a asa de um copo de bebida [a 'orelha']" | "Esforços para manter o divino e o humano estritamente separados" | "desse modo, ele enigmaticamente sugere que os deuses devem ser honrados e louvados com a música; pois passa pelas orelhas"  |

Alegadamente, não era permitido que novos iniciados se encontrassem com Pitágoras até que tivessem completado um período de iniciação de cinco anos, durante o qual eles deveriam permanecer em silêncio. Fontes indicam que o próprio Pitágoras foi extraordinariamente progressivo em suas atitudes em relação às mulheres e as mulheres da escola de Pitágoras parecem ter desempenhado um papel ativo em suas operações. Jâmblico fornece uma lista de 235 famosos pitagóricos, dezessete dos quais são mulheres. Em épocas posteriores, muitas filósofas proeminentes contribuíram para o desenvolvimento do neopitagorismo.
O pitagorismo também envolvia uma série de proibições alimentares. É mais ou menos de acordo que Pitágoras emitiu uma proibição contra o consumo de feijão fava e a carne de animais não sacrificados, como peixes e aves. Ambas as suposições, no entanto, já foram contraditas ou ou associadas a significado simbólico. Restrições alimentares pitagóricas podem ter sido motivadas pela crença na doutrina da metempsicose. Alguns escritores antigos apresentam Pitágoras como reforçando uma dieta estritamente vegetariana. Eudoxo de Cnido, um estudante de Arquitas, escreve: "Pitágoras se distinguiu por essa pureza e, portanto, evitou matar e aqueles que matavam, de modo que ele não apenas se absteve de alimentos de origem animal, mas também manteve distância de cozinheiros e caçadores". Outras autoridades contradizem essa afirmação. Segundo Aristóxenes, Pitágoras permitia o uso de todos os tipos de alimentos para animais, exceto a carne de bois usados para arar e de carneiros. De acordo com Heráclides Pôntico, Pitágoras comia a carne dos sacrifícios e estabeleceu uma dieta para atletas dependente de carne.

## Principais descobertas
Além de grandes místicos, os pitagóricos eram grandes matemáticos. Eles descobriram propriedades interessantes e curiosas sobre os números.

### Números figurados
Os pitagóricos estudaram e demonstraram várias propriedades dos números figurados. Entre estes o mais importante era o número triangular 10, chamado pelos pitagóricos de tetraktys, tétrada em português. Este número era visto como um número místico uma vez que continha os quatro elementos fogo, água, ar e terra: 10=1 + 2 + 3 + 4, e servia de representação para a completude do todo.
A tétrada, que os pitagóricos desenhavam com um α em cima, dois abaixo deste, depois três e por fim quatro na base, era um dos símbolos principais do seu conhecimento avançado das realidades teóricas.

### Números perfeitos

O teorema de Pitágoras: a soma das áreas dos quadrados construídos sobre os catetos (a e b) equivale à área do quadrado construído sobre a hipotenusa (c).

A soma dos divisores de determinado número com exceção dele mesmo, é o próprio número. Exemplos:
1. Os divisores de 6 são: {\displaystyle 1,2,3} e {\displaystyle 6}. Então, {\displaystyle 1+2+3=6}.
2. Os divisores de 28 são: {\displaystyle 1,2,4,7,14} e {\displaystyle 28}. Então, {\displaystyle 1+2+4+7+14=28}.

### Teorema de Pitágoras
Um problema não solucionado na época de Pitágoras era determinar as relações entre os lados de um triângulo retângulo. Pitágoras provou que a soma dos quadrados dos catetos é igual ao quadrado da hipotenusa.[carece de fontes?]
O primeiro número irracional a ser descoberto foi a raiz quadrada do número 2, que surgiu exatamente da aplicação do teorema de Pitágoras em um triângulo de catetos valendo 1:
{\displaystyle 1^{2}+1^{2}=x^{2}\Rightarrow x^{2}=2\Rightarrow x=\pm {\sqrt {2}}}
Os gregos não conheciam o símbolo da raiz quadrada e diziam simplesmente: "o número que multiplicado por si mesmo é 2".
A partir da descoberta da raiz de 2 foram descobertos muitos outros números irracionais.[carece de fontes?]

## Reitor da primeira universidade

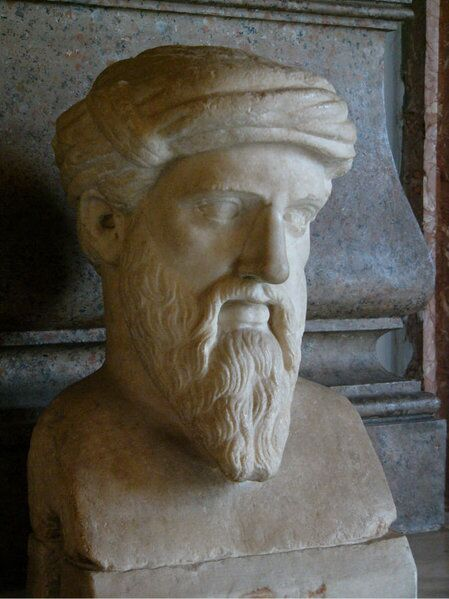
Estátua de Pitágoras

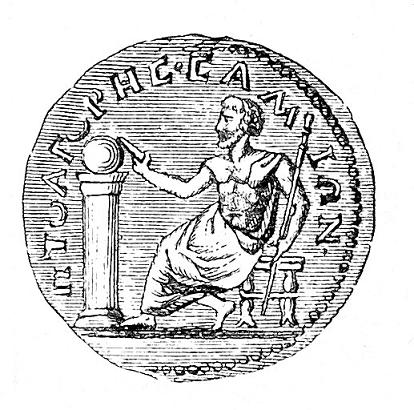
Pitágoras cunhado em moeda

A palavra Matemática (Mathematike, em grego) surgiu com Pitágoras, que foi o primeiro a concebê-la como um sistema de pensamento, fulcrado em provas dedutivas.
Existem, no entanto, indícios de que o chamado Teorema de Pitágoras (c²= a²+b²) já era conhecido dos babilônios em 1600 a.C. com escopo empírico. Estes usavam sistemas de notação sexagesimal na medida do tempo (1h=60min) e na medida dos ângulos (60º, 120º, 180º, 240º, 360º).
Pitágoras percorreu por 30 anos o Egito, Babilônia, Síria, Fenícia e talvez a Índia e a Pérsia, onde acumulou ecléticos conhecimentos: astronomia, matemática, ciência, filosofia, misticismo e religião. Ele foi contemporâneo de Tales de Mileto, Buda, Confúcio e Lao-Tsé.
Quando retornou a Samos, indispôs-se com o tirano Polícrates e emigrou para Crotona no sul da Itália. Aí fundou a Escola Pitagórica, a quem se concede a glória de ser a "primeira Universidade do mundo".
A Escola Pitagórica e as atividades se viram desde então envoltas por um véu de lendas. Foi uma entidade parcialmente secreta com centenas de alunos que compunham uma irmandade religiosa e intelectual. Entre os conceitos que defendiam, destacam-se:
- prática de rituais de purificação e crença na doutrina da metempsicose, isto é, na transmigração da alma após a morte, de um corpo para outro. Portanto, advogavam a reencarnação e a imortalidade da alma;
- lealdade entre os membros e distribuição comunitária dos bens materiais;
- austeridade, ascetismo e obediência à hierarquia da Escola;
- proibição de beber vinho e comer carne (portanto é falsa a informação que os discípulos tivessem mandado matar 100 bois quando da demonstração do denominado Teorema de Pitágoras);
- purificação da mente pelo estudo de Geometria, Aritmética, Música e Astronomia;
- classificação aritmética dos números em pares, ímpares, primos e fatoráveis;
- "criação de um modelo de definições, axiomas, teoremas e provas, segundo o qual a estrutura intrincada da Geometria é obtida de um pequeno número de afirmações explicitamente feitas e da ação de um raciocínio dedutivo rigoroso" (George Simmons);
- grande celeuma instalou-se entre os discípulos de Pitágoras a respeito da irracionalidade do 'raiz de 2'. Utilizando notação algébrica, os pitagóricos não aceitavam qualquer solução numérica para x² = 2, pois só admitiam números racionais. Dada a conotação mística atribuída aos números, comenta-se que, quando o infeliz Hipaso de Metaponto propôs uma solução para o impasse, os outros discípulos o expulsaram da Escola e o afogaram no mar;
- na Astronomia, ideias inovadoras, embora nem sempre verdadeiras: a Terra é esférica, os planetas movem-se em diferentes velocidades nas várias órbitas ao redor da Terra. Pela cuidadosa observação dos astros, cristalizou-se a ideia de que há uma ordem que domina o Universo;
- aos pitagóricos deve-se provavelmente a construção do cubo, tetraedro, octaedro, dodecaedro e a bem conhecida "seção áurea";
- na Música, uma descoberta notável de que os intervalos musicais se colocam de modo que admitem expressões através de proporções aritméticas. Pitágoras - assim como outros filósofos gregos pré-socráticos - também descreveu o poder do som e seus efeitos sobre a psique humana. Essa experiência musicoterápica possivelmente foi utilizada mais tarde por Aristóteles como base teórica para sua definição de música, que, segundo ele, era uma "arte medicinal".

Pitágoras é o primeiro matemático puro. Entretanto é difícil separar o histórico do lendário, uma vez que deve ser considerado uma figura imprecisa historicamente, já que tudo o que dele sabemos deve-se à tradição oral. Nada deixou escrito, e os primeiros trabalhos sobre o mesmo deve-se a Filolau, quase 100 anos após a morte de Pitágoras. Mas não é fácil negar aos pitagóricos - assevera Carl Boyer - "o papel primordial para o estabelecimento da Matemática como disciplina racional". A despeito de algum exagero, há séculos cunhou-se uma frase: "Se não houvesse o 'teorema Pitágoras', não existiria a Geometria".
Ao biografar Pitágoras, Jâmblico (c. 300 d.C.) registra que o mestre vivia repetindo aos discípulos: “todas as coisas se assemelham aos números”.

## Influência posterior na Antiguidade
A Escola Pitagórica ensejou forte influência na poderosa verba de Euclides, Arquimedes e Platão, na antiga era cristã, na Idade Média, na Renascença e até em nossos dias com o Neopitagorismo.

### Na filosofia grega

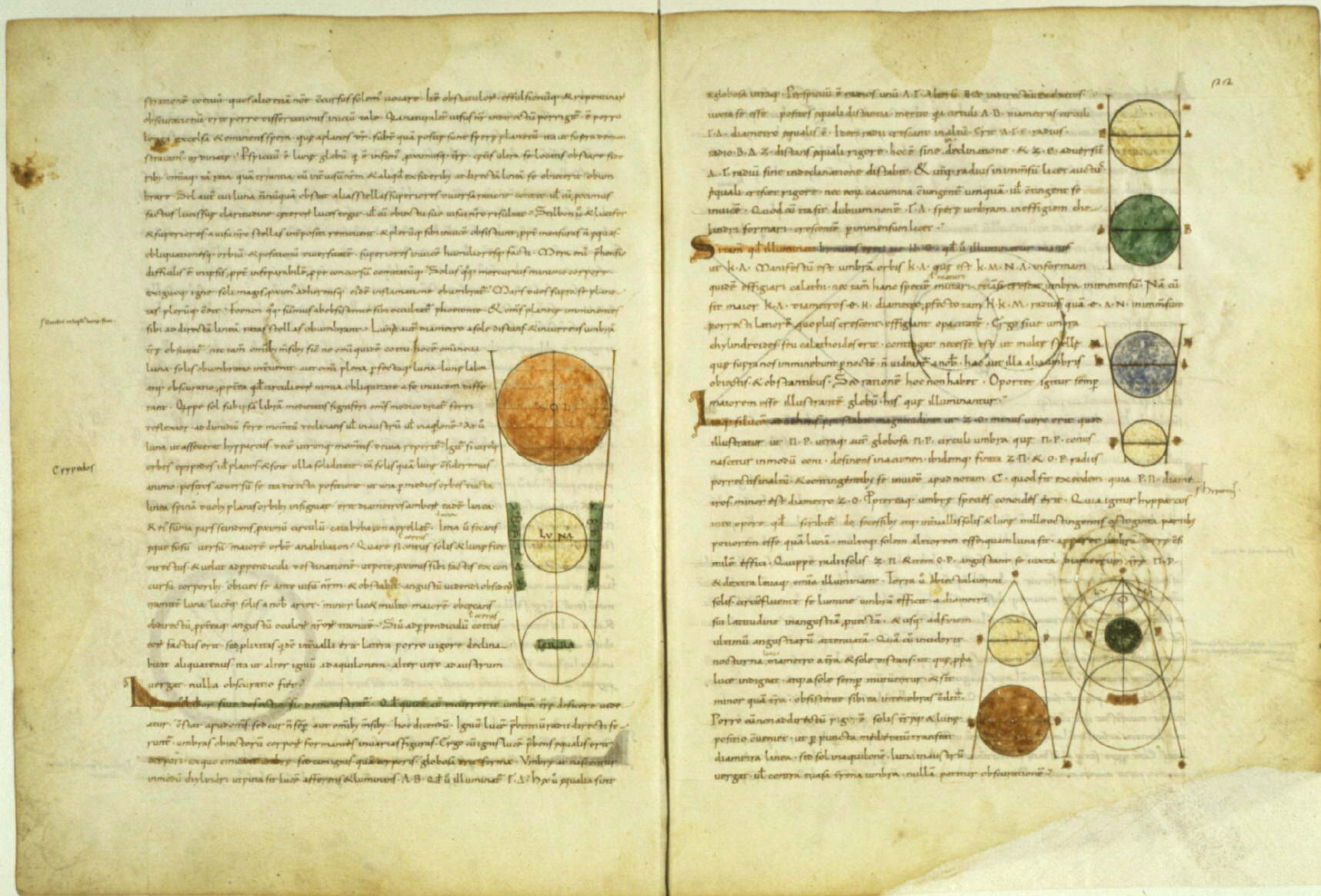
Manuscrito medieval da tradução latina de Calcídio do Timeu de Platão, que é um dos diálogos platônicos com as influências mais evidentes de Pitágoras.

Comunidades pitagóricas consideráveis existiram em Magna Grécia, Fliunte e Tebas durante o início do século IV a.C.. Na mesma época, o filósofo pitagórico Arquitas teve grande influência na política da cidade de Tarento, na Magna Grécia. Segundo a tradição posterior, Arquitas foi eleito como estratego ("general") sete vezes, apesar de outros terem sido proibidos de servir por mais de um ano. Arquitas também era um matemático e músico de renome. Ele era um amigo íntimo de Platão e é citado na República de Platão. Aristóteles afirma que a filosofia de Platão era fortemente dependente dos ensinamentos dos pitagóricos. Cícero repete essa afirmação, observando que Platonem ferunt didicisse Pythagorea omnia ("Dizem que Platão aprendeu todas as coisas pitagóricas"). De acordo com Charles H. Kahn, os diálogos intermediários de Platão, incluindo Mênon, Fédon e A República, têm uma forte "coloração pitagórica", e seus últimos diálogos (particularmente Filebo e Timeu) são extremamente pitagóricos em caráter.
Segundo R. M. Hare, a República de Platão pode ser parcialmente baseada na "comunidade fortemente organizada de pensadores com ideias semelhantes" estabelecida por Pitágoras em Crotona. Além disso, Platão pode ter emprestado de Pitágoras a ideia de que a matemática e o pensamento abstrato são uma base segura para a filosofia, a ciência e a moralidade. Platão e Pitágoras compartilhavam uma "abordagem mística da alma e de seu lugar no mundo material" e é provável que ambos tenham sido influenciados pelo orfismo. O historiador da filosofia Frederick Copleston afirma que Platão provavelmente emprestou sua teoria tripartida da alma dos pitagóricos. Bertrand Russell, em A History of Western Philosophy, afirma que a influência de Pitágoras sobre Platão e outros foi tão grande que ele deveria ser considerado o filósofo mais influente de todos os tempos. Ele conclui que "não conheço outro homem que tenha sido tão influente quanto ele foi na escola de pensamento".
Uma Tábua de Opostos foi atribuída por Aristóteles a Pitágoras, o que mostra partilhar do pensamento grego pré-socrático de investigação das dualidades na natureza.
Um renascimento dos ensinamentos pitagóricos ocorreu no século I a.C. quando filósofos platonistas médios como Eudoro e Fílon de Alexandria saudaram o surgimento de um "novo" pitagorismo em Alexandria. Na mesma época, o neopitagorianismo se tornou proeminente. O filósofo do século I a.C.. Apolônio de Tiana, procurou imitar Pitágoras e viver de acordo com os ensinamentos de Pitágoras. O filósofo neopitagórico Moderato de Gades, no final do primeiro século, expandiu a filosofia dos números pitagórica e provavelmente entendeu a alma como um "tipo de harmonia matemática". O matemático e musicólogo neopatagórico Nicomaco também expandiu a numerologia pitagórica e a teoria da música. Numênio de Apameia interpretou os ensinamentos de Platão à luz das doutrinas pitagóricas.

### Sobre a arte e arquitetura

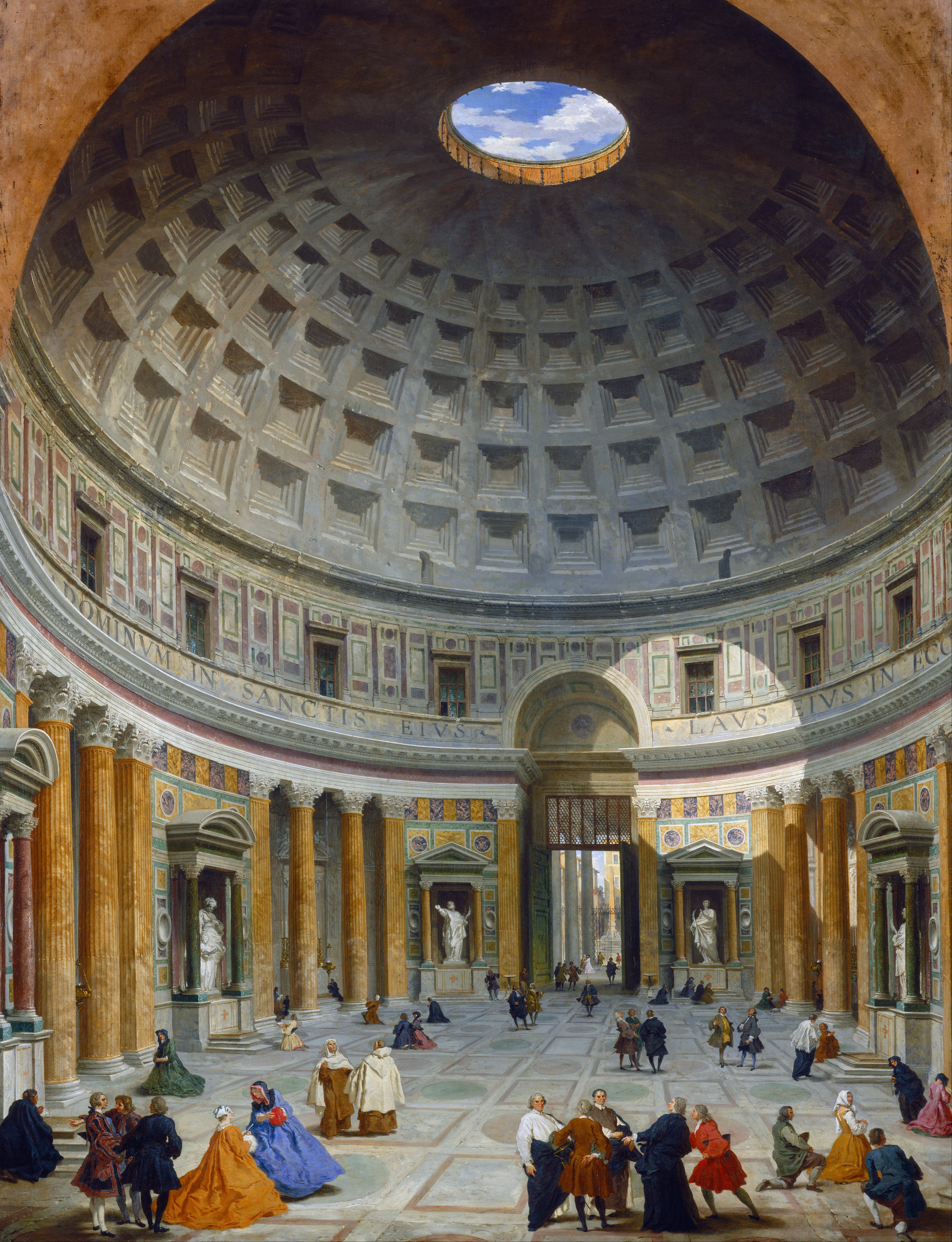
O Panteão de Adriano em Roma, retratado nesta pintura do século XVIII por Giovanni Paolo Pannini, foi construído de acordo com os ensinamentos de Pitágoras.

A escultura grega procurava representar a realidade permanente por trás das aparências superficiais. A escultura arcaica primitiva representa a vida de formas simples e pode ter sido influenciada pelas primeiras filosofias naturais gregas. Os gregos geralmente acreditavam que a natureza se expressava em formas ideais e era representada por um tipo (εἶδος), que era calculado matematicamente. Enquanto as dimensões mudavam, os arquitetos buscavam retransmitir a permanência através da matemática. Maurice Bowra acredita que essas ideias influenciaram a teoria de Pitágoras e seus alunos, que acreditavam que "todas as coisas são números".
Durante o século VI a.C., a filosofia numérica dos pitagóricos desencadeou uma revolução na escultura grega. Escultores e arquitetos gregos tentaram encontrar a relação matemática (cânone) por trás da perfeição estética. Possivelmente aproveitando as ideias de Pitágoras, o escultor Policleto escreve em seu cânon que a beleza consiste na proporção, não nos elementos (materiais), mas na interrelação das partes entre si e com o todo. Nas ordens arquitetônicas gregas, todo elemento era calculado e construído por relações matemáticas. Rhys Carpenter afirma que a proporção 2:1 era "a proporção generativa da ordem dórica e, nos tempos helenísticos, uma colunata dórica comum, supera um ritmo de notas".
O edifício mais antigo conhecido, projetado de acordo com os ensinamentos de Pitágoras, é a Basílica Porta Maggiore, uma basílica subterrânea que foi construída durante o reinado do imperador romano Nero como um local de culto secreto para os pitagóricos. A basílica foi construída no subsolo por causa da ênfase pitagórica no segredo e também por causa da lenda de que Pitágoras havia se isolado em uma caverna em Samos. A abside da basílica fica no leste e seu átrio no oeste por respeito ao sol nascente. Tem uma entrada estreita que leva a uma pequena piscina onde os iniciados podem se purificar. O edifício também é projetado de acordo com a numerologia de Pitágoras, com cada mesa no santuário oferecendo assentos para sete pessoas. Três corredores levam a um único altar, simbolizando as três partes da alma que se aproximam da unidade de Apolo. A abside mostra uma cena da poeta Safo pulando dos penhascos leucadianos, segurando sua lira no peito, enquanto Apolo fica embaixo dela, estendendo a mão direita em um gesto de proteção  simbolizando os ensinamentos pitagóricos sobre a imortalidade da alma. O interior do santuário é quase inteiramente branco porque a cor branca era considerada sagrada pelos pitagóricos.
O panteão do imperador Adriano em Roma também foi construído com base na numerologia pitagórica. O plano circular do templo, o eixo central, a cúpula hemisférica e o alinhamento com as quatro direções cardinais simbolizam as visões pitagóricas da ordem do universo. O único óculo no topo da cúpula simboliza a mônada e o deus do sol Apolo. As vinte e oito costelas que se estendem do óculo simbolizam a lua, porque vinte e oito foram o mesmo número de meses no calendário lunar de Pitágoras. Os cinco anéis encaixotados abaixo das costelas representam o casamento do sol e da lua.

### No início do cristianismo
Pitágoras. Eusébio (c. 260 - c. 340 d.C.), bispo de Cesareia, elogia Pitágoras em seu livro Contra Hiérocles por seu domínio do silêncio, sua frugalidade, sua moral "extraordinária" e seus sábios ensinamentos. Em outro trabalho, Eusébio compara Pitágoras a Moisés. Em uma de suas cartas, o Padre da Igreja Jerônimo (c. 347 - 420 d.C.) elogia Pitágoras por sua sabedoria e, em outra carta, ele credita Pitágoras por sua crença na imortalidade da alma, a qual ele sugere que os cristãos herdaram dele. Agostinho de Hipona (354 - 430 d.C.) rejeitou os ensinamentos de Pitágoras sobre a metempsicose sem nomeá-lo explicitamente, mas expressou admiração por ele. Em Sobre a Trindade, Agostinho elogia o fato de Pitágoras ser humilde o suficiente para se chamar um filósofo ou "amante da sabedoria" em vez de "sábio". Em outra passagem, Agostinho defende a reputação de Pitágoras, argumentando que Pitágoras certamente nunca ensinou a doutrina da metempsicose.

## Influência após a antiguidade

### Na Idade Média

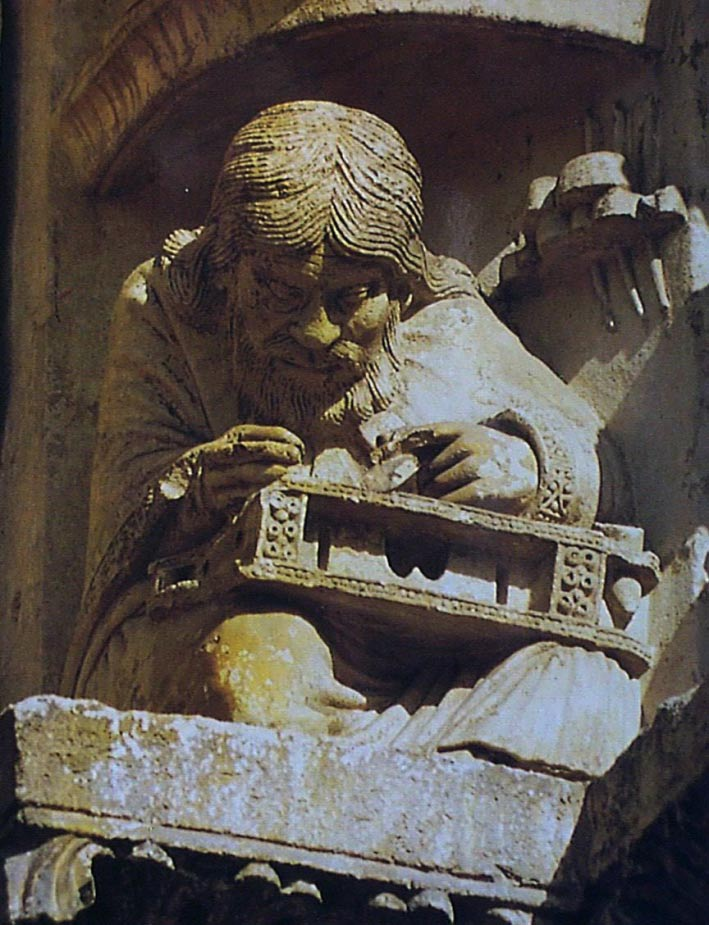
Pitágoras aparece em uma escultura em relevo em uma das arquivoltas sobre a porta direita do portal oeste da Catedral de Chartres.

Durante a Idade Média, Pitágoras foi reverenciado como o fundador da matemática e da música, duas das Sete Artes Liberais. Ele aparece em inúmeras representações medievais, em manuscritos iluminados e nas esculturas em relevo no portal da Catedral de Chartres. O Timeu foi o único diálogo de Platão a sobreviver na tradução latina na Europa ocidental, que levou Guilherme de Conches (c. 1080-1160) a declarar que Platão era pitagórico. Na década de 1430, o frade camaldolense Ambrose Traversari traduziu o Vidas e Doutrinas dos Filósofos Ilustres de Diogenes Laércio do grego para o latim e, na década de 1460, o filósofo Marsilio Ficino traduziu também as Vidas de Pitágoras de Porfírio e de Jâmblico. permitindo assim que eles fossem lidos e estudados por acadêmicos ocidentais. Em 1494, o estudioso neopitagórico grego Constantino Láscaris publicou Os versos de ouro de Pitágoras, traduzidos para o latim, com uma edição impressa de seu Grammatica, levando-os a uma audiência generalizada. Em 1499, ele publicou a primeira biografia renascentista de Pitágoras em sua obra Vitae illustrium philosophorum siculorum et calabrorum, publicada em Messina.

### Na ciência moderna
Em seu prefácio ao livro A revolução das esferas celestiais (1543), Nicolau Copérnico cita vários pitagóricos como as influências mais importantes no desenvolvimento de seu modelo heliocêntrico do universo, omitindo deliberadamente a menção de Aristarco de Samos, um astrônomo não pitagórico que havia desenvolvido um modelo totalmente heliocêntrico no século IV a.C., em um esforço para retratar seu modelo como fundamentalmente pitagórico. Johannes Kepler considerava-se um pitagórico. Ele acreditava na doutrina pitagórica da musica universalis e foi sua busca pelas equações matemáticas por trás dessa doutrina que levou à descoberta das leis do movimento planetário. Kepler intitulou seu livro sobre o assunto Harmonices Mundi (Harmônicas do Mundo), em homenagem aos ensinamentos pitagóricos que o inspiraram. Perto da conclusão do livro, Kepler descreve-se adormecendo ao som da música celestial, "aquecido por ter bebido um gole generoso […] do copo de Pitágoras".
Isaac Newton acreditava firmemente no ensino pitagórico da harmonia e ordem matemática do universo. Embora Newton fosse notório por raramente dar crédito a outras pessoas por suas descobertas, ele atribuiu a descoberta da Lei da Gravitação Universal a Pitágoras. Albert Einstein acreditava que um cientista também pode ser "um platônico ou um pitagórico, na medida em que considera o ponto de vista da simplicidade lógica como uma ferramenta indispensável e eficaz de sua pesquisa". O filósofo inglês Alfred North Whitehead argumentou que "De certo modo, Platão e Pitágoras estão mais próximos da ciência física moderna do que Aristóteles. Os dois primeiros eram matemáticos, enquanto Aristóteles era filho de um médico". Por essa medida, Whitehead declarou que Einstein e outros cientistas modernos como ele estão "seguindo a pura tradição pitagórica".

### Sobre o vegetarianismo

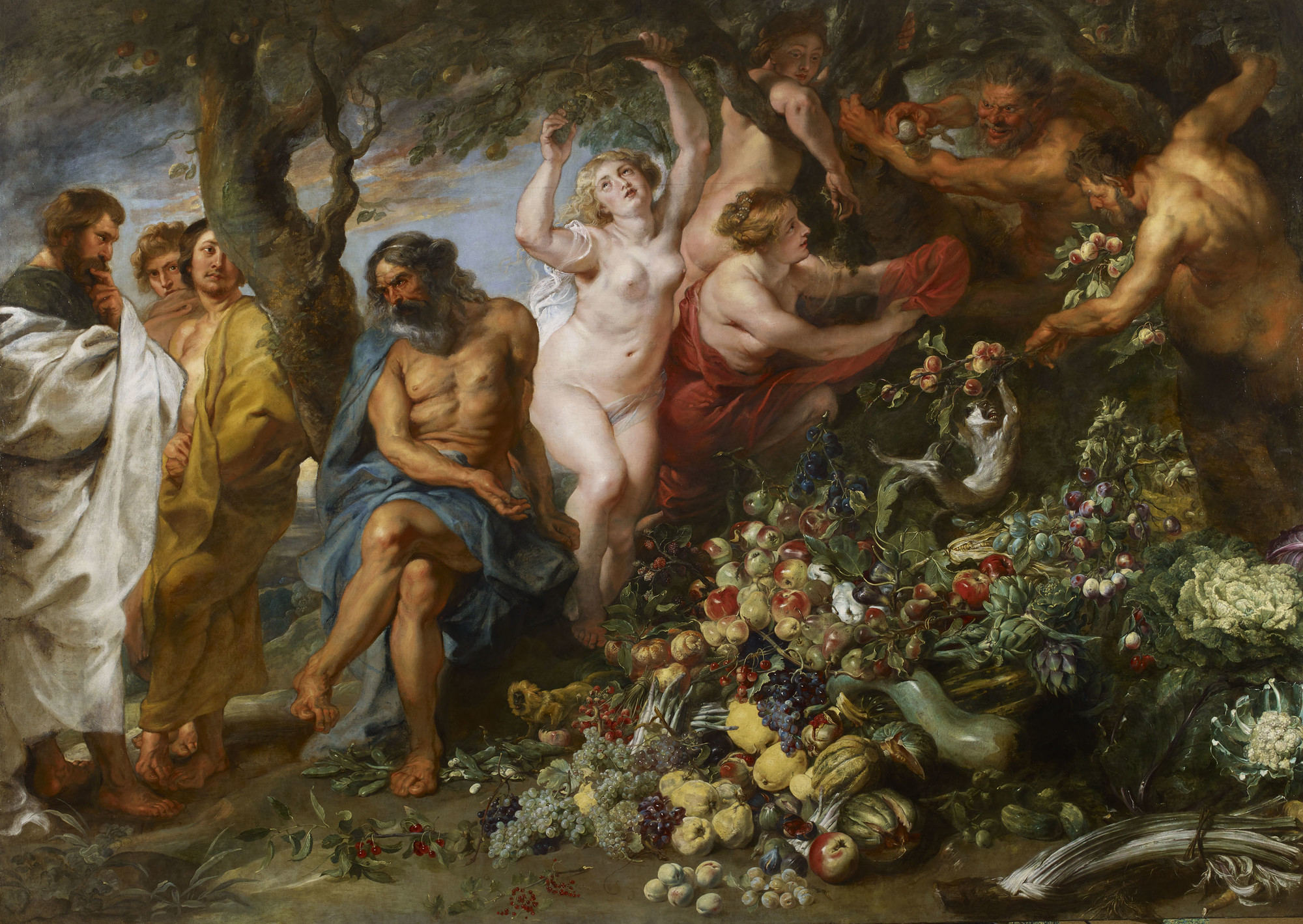
Pitágoras Advogando o Vegetarianismo (1618-1630), de Peter Paul Rubens, foi inspirado pelo discurso de Pitágoras nas Metamorfoses de Ovídio. A pintura retrata os pitagóricos com corpos robustos, indicando uma crença de que o vegetarianismo era saudável e nutritivo.

Um retrato ficcional de Pitágoras aparece no Livro XV de Metamorfoses de Ovídio, em que ele faz um discurso implorando seus seguidores a aderir a uma dieta estritamente vegetariana. Foi através da tradução inglesa de Arthur Golding, em 1567, das Metamorfoses de Ovídio que Pitágoras foi melhor conhecido pelos falantes de inglês durante o início do período moderno. O Progresso da Alma de John Donne discute as implicações das doutrinas expostas no discurso  e Michel de Montaigne citou o discurso pelo menos três vezes em seu tratado "Da Crueldade" para expressar suas objeções morais contra os maus tratos a animais. William Shakespeare faz referência ao discurso em sua peça The Merchant of Venice. John Dryden incluiu uma tradução da cena com Pitágoras em sua obra de 1700, Fables, Ancient and Modern e a fábula de John Gay em 1726 "Pitágoras e o Camponês" reitera seus principais temas, ligando o carnivorismo à tirania. Lord Chesterfield registra que sua conversão ao vegetarianismo foi motivada pela leitura do discurso de Pitágoras nas Metamorfoses de Ovídio. Até a palavra vegetarianismo ser cunhada na década de 1840, os vegetarianos eram referidos em inglês como "pitagóricos". Percy Bysshe Shelley escreveu uma ode intitulada "À dieta pitagórica" e Liev Tolstói adotou a dieta pitagórica.

### Sobre o esoterismo ocidental
O esoterismo europeu moderno extraiu fortemente dos ensinamentos de Pitágoras. O estudioso humanista alemão Johannes Reuchlin (1455-1522) sintetizou o pitagorismo com a teologia cristã e a cabala judaica, argumentando que a cabala e o pitagorismo foram ambos inspirados pela tradição mosaica e que Pitágoras era, portanto, um cabalista. Em seu diálogo De verbo mirifico (1494), Reuchlin comparou o tetráctis pitagórico ao inefável nome divino YHWH, atribuindo a cada uma das quatro letras do tetragrammaton um significado simbólico segundo os ensinamentos místicos de Pitágoras.
O popular e influente tratado de três volumes de Heinrich Cornelius Agrippa, De Occulta Philosophia, cita Pitágoras como um "mago religioso" e indica que a numerologia mística de Pitágoras opera em um nível supercelestial. Os maçons deliberadamente modelaram sua sociedade na comunidade fundada por Pitágoras em Crotona. O rosacrucianismo usou o simbolismo pitagórico,, assim como Robert Fludd (1574-1637), que acreditava que seus próprios escritos musicais haviam sido inspirados por Pitágoras. John Dee foi fortemente influenciado pela ideologia pitagórica, particularmente pelo ensino de que todas as coisas são feitas de números. Adam Weishaupt, o fundador dos Illuminati, era um forte admirador de Pitágoras e, em seu livro Pitágoras (1787), ele defendia que a sociedade deveria ser reformada para se parecer mais com a comunidade de Pitágoras em Crotona. Wolfgang Amadeus Mozart incorporou o simbolismo maçônico e pitagórico em sua ópera A flauta mágica. Sylvain Maréchal, em sua biografia de seis volumes de 1799, The Voyages of Pitthagoras, declarou que todos os revolucionários em todos os períodos de tempo são os "herdeiros de Pitágoras".

### Na literatura

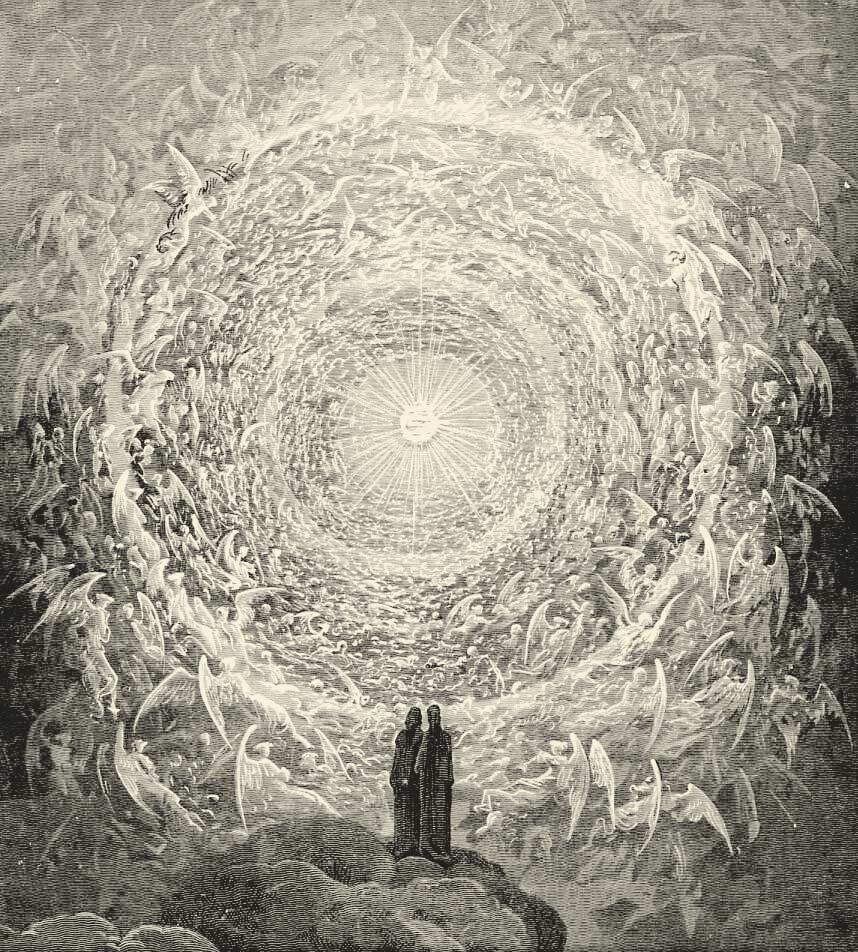
A descrição de Dante Alighieri do Céu em seu Paradiso incorpora a numerologia pitagórica.

Dante Alighieri era fascinado pela numerologia pitagórica  e baseava suas descrições do inferno, purgatório e céu em números pitagóricos. Dante escreveu que Pitágoras via a Unidade como boa e a pluralidade como má e, em Paraíso XV, 56–57, ele declara: "cinco e seis, se entendidos, irradiam da unidade". O número onze e seus múltiplos são encontrados em toda a Divina Comédia, cada livro com trinta e três cantos, com exceção do Inferno, com trinta e quatro, o primeiro dos quais serve como introdução geral. Dante descreve as nona e décima bolgias no oitavo círculo do inferno como sendo vinte e duas milhas e onze milhas respectivamente, o que corresponde à fracção de ⁠22/7⁠, que foi a aproximação de Pitágoras de pi. Inferno, Purgatório e Céu são todos descritos como circulares e Dante compara a maravilha da majestade de Deus ao quebra-cabeça matemático de quadratura do círculo. O número três também apresenta destaque: a Divina Comédia tem três partes e Beatrice está associada ao número nove, que é igual a três vezes três.
Os transcendentalistas leram as antigas Vidas de Pitágoras como guias sobre como viver uma vida modelo. Henry David Thoreau foi impactado pelas traduções de Thomas Taylor da Vida de Pitágoras, de Jâmblico, e dos Ditados Pitagóricos de Estobeu e seus pontos de vista sobre a natureza podem ter sido influenciados pela ideia pitagórica de imagens correspondendo a arquétipos. O ensino pitagórico da música universal é um tema recorrente em toda a magnum opus de Thoreau, Walden.